# Rosa Lux
Rosa Batzer, bedre kendt som Rosa Lux er sangskriver, producer og DJ fra Danmark. Hun er bedst kendt for sangen Min Klub Først fra debutalbummet Monsters fra 2011. Hun skrev den sammen med sangerinden Alberte Winding  som også har  udgivet den i sin  version. . Singlen solgte Guld og Rosa blev nomineret til både Danish Music Awards, Danish DJ Awards, en Steppeulv og Gaffa Prisen.
Siden har hun lavet en remixserie under navnet Superheroes - Les Grand Danois I-V, hvor a siderne var musikalske helte fra før 1990 og b siderne var nutidige yndlingsartister. Til projektet blev spolebånd gravet frem og digitaliseret til lejligheden. Jomfru Ane Bands nummer Krisens Danse Makabre blev fundet på Roskilde Rockmuseum, Glor på Vinduer med Marquis de Sade blev bagt et døgn i en ovn på DR og Steffen Brandt og Miss B Haven kom i studiet igen, da de originale indspilninger ikke fandtes mere til Natradio og Læg dig ind under Himlen.
I 2017  optrådte hun som  som musiker og sanger på  på Det Kongelige Teater i forestillingen »Monster«, der er en opsætning af den sande historie om USA's første kvindelige seriemorder Aileen Wuornos. Hun har været en del af panelet i Smagsdommerne, i booking teamet på Strøm Festivalen samt lavet mad i Masterchef Allstars. 
Som Dj startede hun som en del af Dunst kollektivet i 2001 og har i løbet af karrieren spillet både til Royalt besøg i Moskva, med Peaches til fest for den danske Pavilion til Venedig Biennalen og til Berlinalen.